# Федосеев, Пётр Николаевич
Пётр Никола́евич Федосе́ев (9 [22] августа 1908, Старинское, Нижегородская губерния — 18 октября 1990, Москва) — советский философ

, социолог и общественный деятель, академик АН СССР (с 1960 года, член-корреспондент с 1946 года).
Герой Социалистического Труда (1978), лауреат Ленинской премии (1983). Член КПСС с 1939 г. Член ЦК КПСС в 1961—1989 годах.

## Биография
В 1930 году окончил Горьковский педагогический институт, в том же году из числа студентов общественно-экономического отделения педагогического факультета был утверждён выдвиженцем к подготовке к преподавательской деятельности по философии. В 1936 году окончил аспирантуру Московского историко-философского института, защитив диссертацию на степень кандидата философских наук по теме «Формирование философских взглядов Ф. Энгельса».
В 1936—1941 годах — научный сотрудник Института философии АН СССР. Доктор философских наук (1940, диссертация «Марксизм-ленинизм о религии и её преодолении»). В 1941—1955 годах работал в аппарате ЦК ВКП(б)/КПСС, был главным редактором журнала «Большевик» (до июля 1949, снят по Постановлению ЦК), «Партийная жизнь», заведующим кафедрой диалектического материализма Академии общественных наук при ЦК КПСС.
В 1955—1962 годах директор Института философии АН СССР. В 1959—1967 гг. академик-секретарь Отделения философии и права (Отделения экономических, философских и правовых наук) АН СССР. В 1962—1967 и в 1971—1988 годах вице-президент АН СССР, курировавший гуманитарный блок. В 1967—1973 годах директор Института марксизма-ленинизма при ЦК КПСС. Возглавлял Комиссию по обеспечению единства учебных программ преподавания марксизма-ленинизма.
Был одним из академиков АН СССР, подписавших в 1973 году письмо учёных в газету «Правда» с осуждением «поведения академика А. Д. Сахарова». В письме Сахаров обвинялся в том, что он «выступил с рядом заявлений, порочащих государственный строй, внешнюю и внутреннюю политику Советского Союза», а его правозащитную деятельность академики оценивали как «порочащую честь и достоинство советского ученого».
Член-корреспондент АН СССР (РАН) П. А. Николаев вспоминал:
Свои статьи и доклады этот обществовед не писал сам по причине полной неспособности к этому, а поручал сотрудникам из Института общественной информации (а скорее и не только им), где создал для себя специальный отдел. <…> …умел уговаривать академиков голосовать за нужную ему кандидатуру. При этом он прибегал к обычной для чиновников форме действий — раздавал квартиры (конечно, из фонда академии) и другие блага.
Секретарем и помощником Федосеева долгое время являлся философ Вячеслав Кураев - отец известного в постсоветские годы религиозного и общественного деятеля Андрея Кураева, в свою очередь выступавшего в роли референта патриарха Алексия II.
П. Н. Федосеев избирался членом Центрального комитета партии на XXII—XXV съездах КПСС. Депутат Верховного Совета СССР 6-9 созывов. Председатель Комиссии по народному образованию, науке и культуре Совета Национальностей 8-9 созывов. Председатель правления Общества советско-венгерской дружбы (с 1958 года). Почётный член АН ВНР, иностранный член Болгарской АН (1972), АН ГДР, АН МНР, Чехословацкой АН.
После пожара в Библиотеке АН СССР (15 февраля 1988 года) ушёл с должности вице-президента Академии. С 1988 года — советник Президиума АН СССР.
Супруга — литературовед Л. Г. Федосеева-Бухарцева (1926—1995).

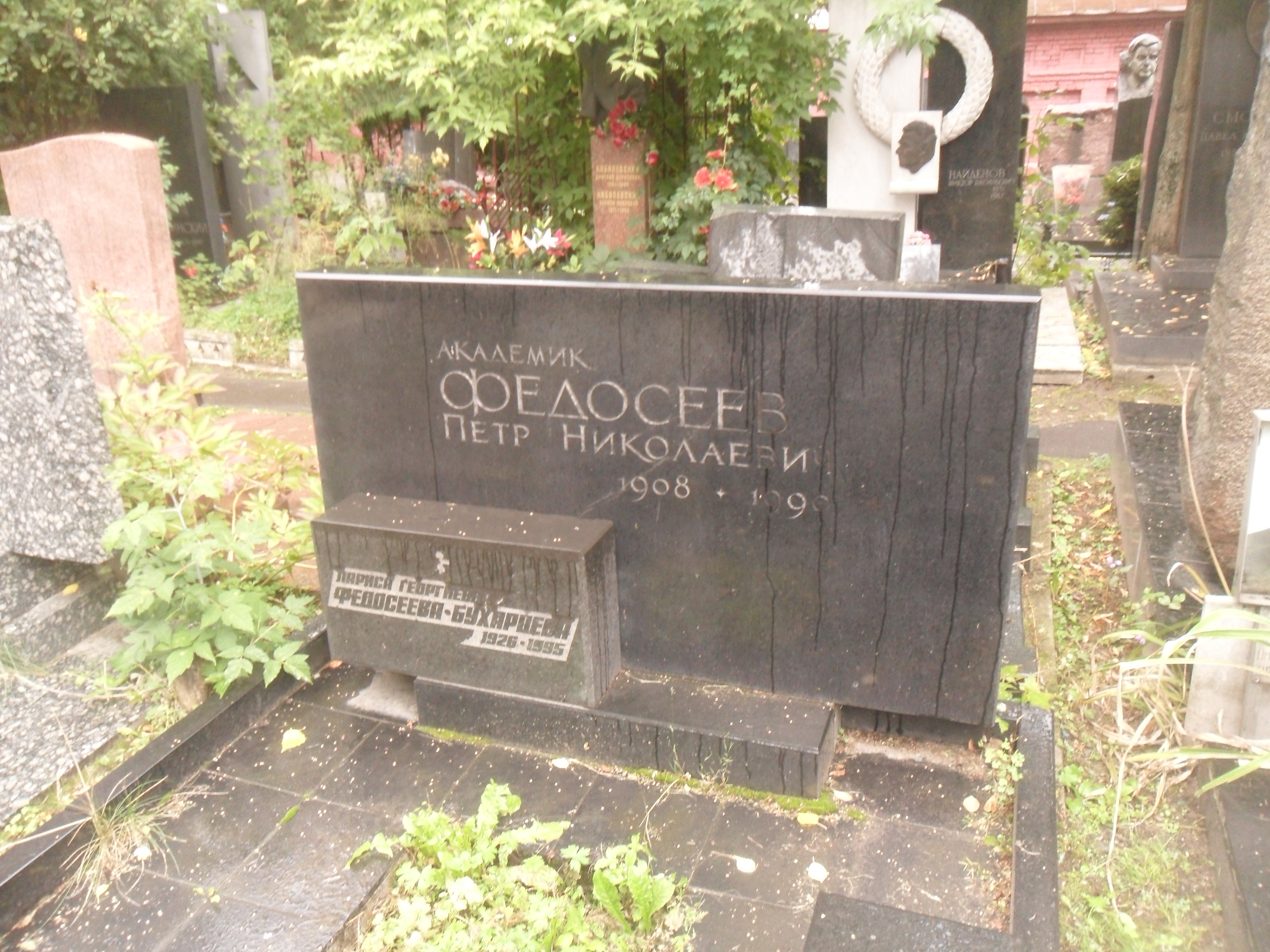
Могила П. Н. Федосеева на Новодевичьем кладбище Москвы

Похоронен на Новодевичьем кладбище.

## В фольклоре
Критическое отношение научной общественности к П. Н. Федосееву и его идеологизированным работам нашло отношение в эпиграммах:
«Абсолютная идея
Совершила полный круг:
Вместо Канта Федосеев,
Вместо Фихте Иовчук».
«Академик Федосеев —
Фарисей из фарисеев,
Догматизма ржавый крюк,
Гроб общественных наук».

## Научная деятельность
Основные труды посвящены проблемам исторического материализма, научного коммунизма, научного атеизма, критике буржуазной философии и социологии. Один из редакторов Философского энциклопедического словаря, М., 1983.

## Награды
- Герой Социалистического Труда (21.08.1978)
- 4 ордена Ленина (27.04.1967; 20.07.1971; 17.09.1975; 21.08.1978)
- орден Октябрьской Революции (19.08.1983)
- орден Отечественной войны I степени (23.09.1945)
- 4 ордена Трудового Красного Знамени (20.04.1944; 10.06.1945; 08.08.1958; 19.08.1988)
- медали
- монгольский орден Сухэ-Батора (1982)
- Золотая медаль имени К. Маркса АН СССР (1981)

## Основные работы
Был соавтором и редактором ряда учебников по основам марксистской философии и научному коммунизму.

### Монографии
- «Как возникло человеческое общество» (М., 1934)
- «Марксизм-ленинизм о религии и её преодолении» (М., 1941)
- «„Манифест Коммунистической партии“ Маркса и Энгельса и материалистическое понимание истории» (М., 1948)
- «Производительные силы и производственные отношения социалистического общества» (М., 1955)
- «Роль народных масс и личности в истории» (М., 1956)
- «Социализм и гуманизм» (М., 1958)
- «Коммунизм и философия» (М., 1962; 2-е изд. 1971)
- «Диалектика современной эпохи» (М., 1966; 3-е изд. 1978)
- «Марксизм и волюнтаризм» (М., 1968)
- «В. И. Ленин и вопросы теории искусства» (М., 1968)
- «Марксизм в XX в.» (М., 1972; 2-е изд. 1977)
- «Мировоззрение, философия, наука» (М., 1979)
- «В. И. Ленин и философские проблемы естествознания» (М., 1981)
- «Философия и научное познание» (М., 1983)

### Статьи
- «Современные социологические теории о войне и мире» // «Исторический материализм и социальная философия современной буржуазии» (М., 1960)
- «Гуманизм в современном мире» // «Человек и эпоха» (М., 1964)
- Федосеев П. Н. Ленинизм — основа современного научного мировоззрения // Вопросы научного атеизма. Вып. 8. Ленинское атеистическое наследие и современность (к 100-летию со дня рождения В. И. Ленина) / Отв. ред. А. Ф. Окулов; Акад. обществ. наук ЦК КПСС. Ин-т научного атеизма. — М.: Мысль, 1969. — С. 3—23. — 380 с. — 17 000 экз.